# La manzana de la discordia
La manzana de la discordia és una pel·lícula mexicana de 1968 escrita i dirigida per Felipe Cazals amb diàlegs addicionals de René Avilés Fábila i Jorge Martínez de Hoyos. Es va estrenar al Salón Rojo de la Cineteca Nacional el 13 de setembre de 1974. Va ser guanyadora del Gran Premi Internacional de Cinema d'Autor a Benalmàdena el 1969. La manzana de la discordia eés sovint reconeguda com la primera pel·lícula de Felipe Cazals i el llargmetratge que el va catapultar a la fama.
El guió original de Roger Serra es deia Tres gatos en una perrera i narra la història de tres alemanys pròfugs a Llatinoamèrica. El seu rodatge va començar el 6 de setembre de 1968 i va durar dues setmanes en locaciones del Districte Federal i La Marquesa. El rodatge va ser improvisat i encara que tractaven d'apegar-se al guió, els arravataments del director la van portar a seguir diferents camins.

## Argument
La pel·lícula comença amb una orgia al bordell d'un poble, Eleazar convenç Vicentino i l'alcohòlic Narváez de robar i matar a un vell i ric terratinent. En emprendre el viatge, un capellà els convida a refugiar-se en un asil d'ancians. Quan deixen l'asil i tornen a la seva missió, es topen amb el veterinari Mario que va estacionar el seu Volkswagen prop dels vilans per anar per aigua a un rierol. Els tres tipus forcegen amb la dona embarassada del veterinari a qui després colpegen intentant que els digui on està el terratinent. Mario no sap res sobre la persona que busquen així que Vicentino el tortura i mata amb un ganivet. La dona del veterinari intenta fugir però comença a tenir dolors de part davant Narváez que la mira encara embrutit per l'alcohol.
Eleazar ignora els reclams de la seva amant Yolanda i segueixen el seu camí a la recerca del terratinent. Quan descobreixen el cos de Mario, el capellà intenta consolar a la partera però acaba forcejant amb ella i Yolanda se'n va en un tren. En trobar al terratinent, Vicentino es fa passar pel seu criat per portar-lo en la seva cadira de rodes. El terratinent no és paralític però se'n fa passar, fins i tot quan Eleazar l'amenaça de mort. L'home intenta convèncer-lo de la seva condició però Eleazar el mata a trets i Narváez llança el seu cadàver en cadira de rodes per un pendent. Al final, Eleazar li dona a Vicentino la part del botí que li correspon i va amb Narváez a un bordell del qual surten rient a riallades amb un àrab.

## Repartiment
- Jorge Martínez de Hoyos - Eleazar
- Ramón Menéndez - Vicentino
- Sergio Ramos - Narváez
- Max Kerlow - àrab
- Modesto Boronat
- Mario Casillas - Mario
- Giovanni Korporaal - el vell terratinent
- Yolanda Ciani - Yolanda
- Yolanda Alatorre - la partera

## Crítica
Segons Eduardo Marín Conde: «La manzana de la discordia és un cas realment insòlit dins del cinema mexicà. És una producció independent que va marcar una ruptura enorme i brutal amb l'estil tradicional, només[sic] comparable als films d'Alejandro Jodorowsky, com Fando y Lis. La cinta narra una història incoherent i sense explicació; gairebé no té diàlegs i la cambra roman excessivament fixa».